# FM 아이치
FM아이치는 일본의 FM라디오 방송국으로 1969년 12월 24일 개국했으며 아이치현에서 방송을 실시하고 있다.
JFN에 가맹했으며 약칭은 FMA, 애칭은 @FM, 콜사인은 JOCU-FM이다.

## 개요

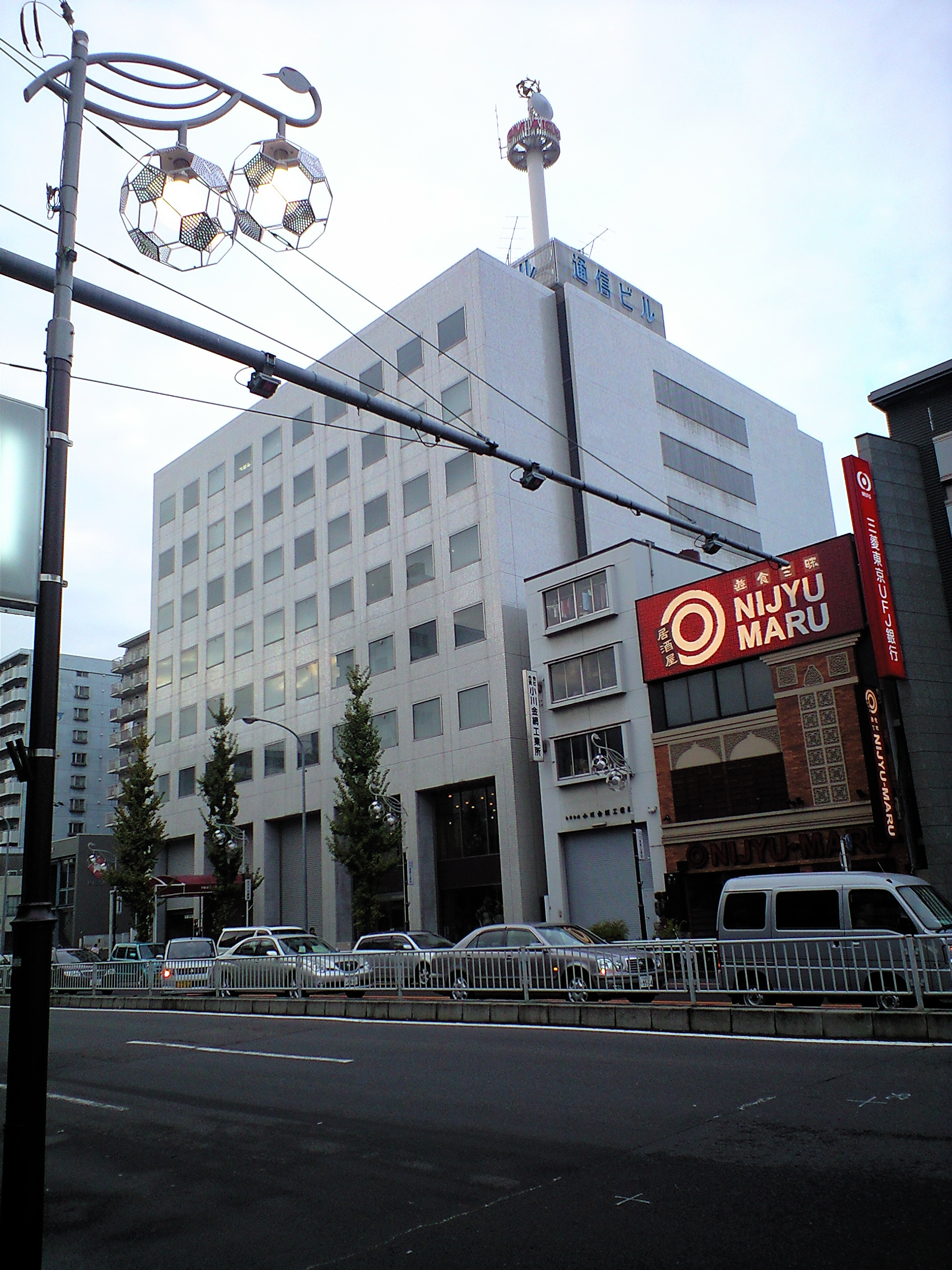
エフエム愛知が入居する名古屋通信ビル。本社は7F、スタジオ・公開録音用スペース（通称「AREA807」）は8Fにあり、1Fにはコミュニケーションスペースの「FM AICHI beat plaza」がある。

- 1969년 5월 28일 아이치 음악방송으로 창립했으며 그 후 회사명을 아이치 음악FM방송으로 변경했다.
- 일본에서 일반 방송사업자에 의해 개국한 최초의 민영 FM 방송국이다.[1]
- 오랫동안 오전 11시에 아이치현 교육위원회에서 지원하는 교육 프로그램을 방송하느라 JFN 동시 프로그램을 늦게 방송했다.
- 1993년 가을 아이치 현의 2번째 민영 FM 방송국인 「ZIP-FM」(개국 당시 정식 상호는 FM나고야)이 개국하자 애칭을 FM아이치(FM愛知)에서 FM AICHI로 변경하면서 「P-POP STATION」이란 보조 애칭을 사용한 적이 있었으며 2001년에는 통칭을 FMA에서 FM AICHI로 변경했다.
- 서양 음악(특히 댄스 뮤직)을 중심으로 방송하는 ZIP-FM에 대항해 J-POP 중심의 편성을 한 적이 있으며 그 영향으로 지금도 일본쪽 음악을 많이 방송하고 있다.

## 연혁
- 1969년 12월 24일 - 개국.
- 1974년 6월 1일 - 회사명을 아이치 음악FM방송에서 지금 사용하고 있는 주식회사 FM 아이치로 변경
- 1993년 10월 1일 - 회사 애칭을 FM아이치(FM愛知)에서 FM AICHI로 변경
- 2015년 4월 1일 - 회사 애칭을 FM AICHI에서 @FM으로 변경

## 주파수
- 아이치 방송국:80.7MHz(출력:10kW)
- 도요하시 중계국:81.3MHz(출력:50W)

## 아이치현에 있는 다른 방송국

### 텔레비전 방송국
- NHK 나고야 방송국(라디오 겸영)
- 도카이 TV(THK)(후지 TV계열)
- 주쿄 TV 방송(CTV)(니혼 TV 계열)
- 주부닛폰 방송(CBC)(TV는 도쿄 방송 계열, 라디오는 JRN 계열)
- 나고야 TV 방송(NBN)(TV 아사히 계열)
- TV 아이치(TVA)(TV 도쿄계열, 아이치현만 방송구역)

### 라디오 방송국
- 도카이 라디오 방송(SF)(NRN 계열, 기후현·미에현도 방송구역에 포함)
- ZIP-FM(JAPAN FM LEAGUE 계열, 아이치현만 방송구역)
- Radio NEO(MegaNet 계열)